# Toni Reinhard
Toni Reinhard (* 25. Juni 1917 in Bern; † 23. März 1965 in Basel; heimatberechtigt in Röthenbach bei Herzogenbuchsee) war ein Schweizer Romanist.

## Leben

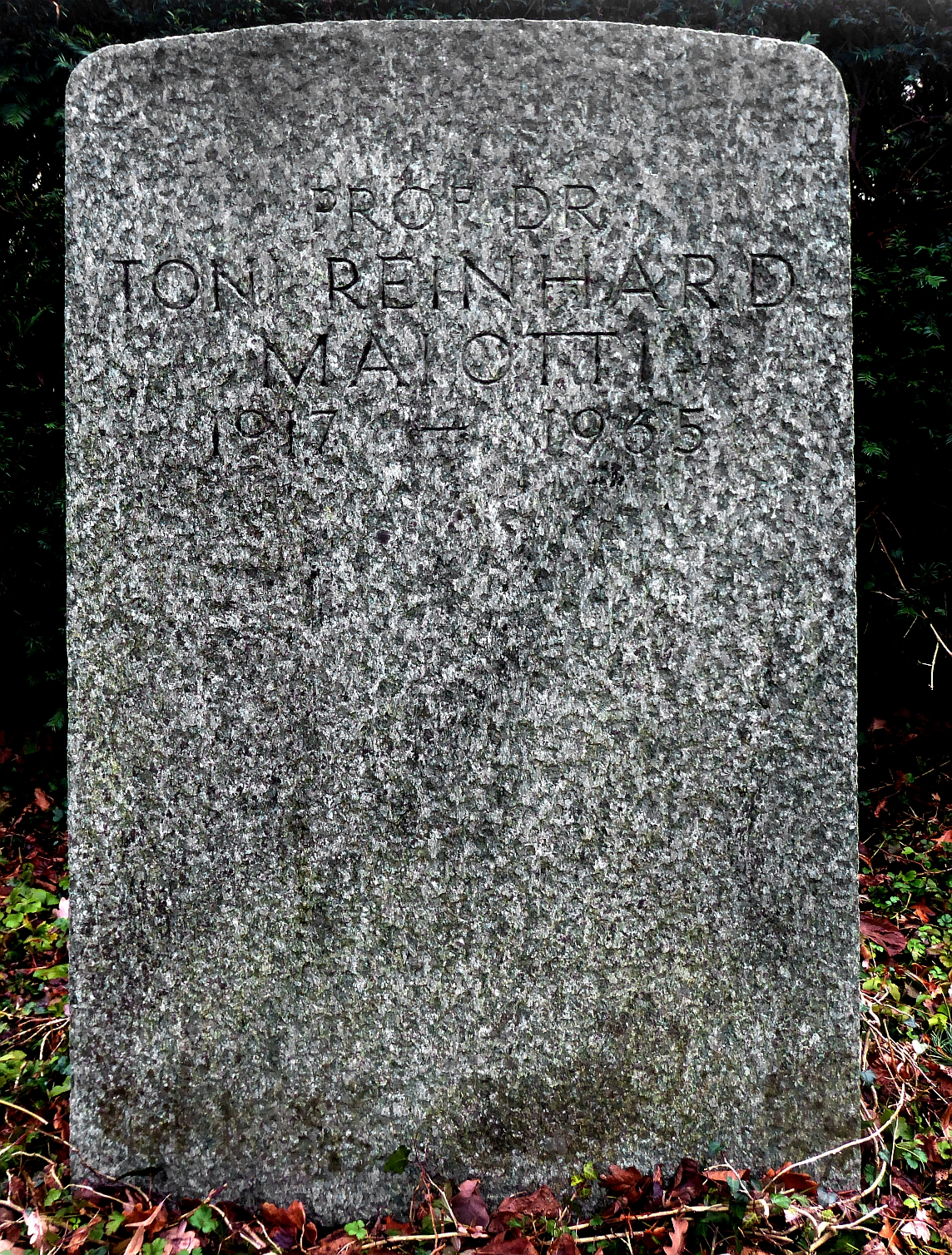
Grab auf dem Friedhof am Hörnli, Riehen, Basel-Stadt

Toni Reinhard, Sohn des Mineralogen Max Reinhard, wuchs in Basel auf, wo er im Frühjahr 1935 am Humanistischen Gymnasium die Matura erlangte. Er promovierte 1948 an der Universität Basel als Mitarbeiter am Französischen Etymologischen Wörterbuch Walther von Wartburgs mit L’uomo nel Decamerone. Saggio di vocabolario semantico (Santa Maria degli Angeli/Assisi 1951). Von 1946 bis 1947 war er in Basel Gymnasiallehrer, von 1947 bis 1954 Spanischlektor, von 1955 bis 1957 Italienischlektor. 1952 habilitierte er sich, 1953 wurde er ausserordentlicher Professor. 1957 wurde er als Nachfolger von Josef Brüch auf den Lehrstuhl für romanische Philologie an die Universität Wien berufen und 1959 als Nachfolger von Walther von Wartburg nach Basel. Sein Nachfolger in Wien und Basel war Carl Theodor Gossen. 1963 habilitierte er Helmut Lüdtke. Reinhard starb im Alter von 47 Jahren.

## Werke
- (in Verbindung zum Herausgeber) Etymologica. Walther von Wartburg zum siebzigsten Geburtstag, 18. Mai 1958. Von Freunden und Schülern gewidmet. In Verbindung mit Kurt Baldinger, Carl Theodor Gossen, Alwin Kuhn und Toni Reinhard hrsg. von Hans-Erich Keller, Tübingen 1958